# عقد 130 هـ
عقد 130 هـ هو الفترة بين عام 130 إلى 139 في التقويم الهجري، أي العشر سنوات الرابعة من القرن الثاني الهجري.